# Phylidorea nigronotata
Phylidorea nigronotata là một loài ruồi trong họ Limoniidae. Chúng phân bố ở miền Cổ bắc.